# Otto Theodor Schulz
Otto Theodor A. Schulz (* 1. Januar 1879 in Quolsdorf, Landkreis Waldenburg, Provinz Schlesien; † 2. Februar 1954 in Pönitz, Sachsen) war ein deutscher Althistoriker.

## Leben
Der am Neujahrstag 1879 in Niederschlesien geborene Otto Theodor Schulz besuchte von 1885 bis 1888 die Bürgerschule am Schletterplatz in Leipzig, erhielt anschließend bis 1889 Privatunterricht in Latein auf dem Rittergut Nieder-Synderstedt, besuchte von 1889 bis 1891 das Gymnasium zu Weimar und danach bis 1897 das Gymnasium Görlitz. Er studierte von 1899 bis 1902 Geschichte und Geografie an der Universität Genf, der Ludwig-Maximilians-Universität München und der Universität Leipzig. 1903 promovierte er bei Curt Wachsmuth mit einer Arbeit zum Thema Beiträge zur Kritik unserer literarischen Überlieferung für die Zeit von Commodus’ Sturze bis auf den Tod des M. Aurelius Antoninus. Die Habilitation folgte 1904 mit der Schrift Leben des Kaisers Hadrian. Anschließend wurde Schulz Privatdozent in Leipzig. Schulz arbeitete seit 1910 im Bibliographischen Institut Leipzig für Meyers Großes Konversations-Lexikon mit. Seit 1920 lehrte er als nichtplanmäßiger, seit 1921 als planmäßiger außerordentlicher Professor für Historische Hilfswissenschaften und Alte Geschichte in Leipzig. 1926/27 führte ihn eine Reise nach Rom, Neapel und Sizilien.
Schulz unterzeichnete im November 1933 das Bekenntnis der deutschen Professoren zu Adolf Hitler. Er war Mitglied des Nationalsozialistischen Lehrerbundes, seit 1934 der Nationalsozialistischen Volkswohlfahrt, seit 1936 im Reichsbund Deutscher Beamter und Reichskolonialbund sowie seit 1937 im Nationalsozialistischen Altherrenbund. Beim Luftangriff auf Leipzig am 4. Dezember 1943 wurde Schulzes fertiges Manuskript zu seinem Buch Geschichte des römischen Kaisertums vernichtet. Nach Kriegsende trat er noch 1945 in die KPD ein, 1946 in den Sozialistischen Dozentenbund, im April 1946 in die durch die Zwangsvereinigung von SPD und KPD entstandene SED. Von 1946 bis 1953 leitete er die Abteilung für Historische Hilfswissenschaften an der Universität Leipzig, 1952/53 war er dort zudem Direktor des Seminars für Alte Geschichte. Schulz war in der Nichtordinarienbewegung engagiert. Zu seinen akademischen Schülern gehörten Hans-Joachim Diesner und Helmut Thierfelder. Sein Nachlass befindet sich im Universitätsarchiv der Leipziger Universität.

## Schriften
- Beiträge zur Kritik unserer literarischen Überlieferung bis auf den Tod des M. Aurelius Antonius (Caracalla), Teubner, Leipzig 1903
- Leben des Kaisers Hadrian. Quellenanalysen und historische Untersuchungen, Teubner, Leipzig 1904
- Quellenanalysen und geschichtliche Untersuchungen zu den Scriptores historiae Augustae, Teubner, Leipzig 190?
- Das Kaiserhaus der Antonine und der letzte Historiker Roms. Nebst einer Beigabe Das Geschichtswerk des Anonymus. Quellenanalysen und geschichtlichen Untersuchungen, Teubner, Leipzig 1907
- Das Wesen des römischen Kaisertums der ersten zwei Jahrhunderte, Schöningh, Paderborn 1916
- Vom Prinzipat zum Dominat. Das Wesen des römischen Kaisertums des 3. Jahrhunderts, Schöningh, Paderborn 1919
- Die Rechtstitel und Regierungsprogramme auf römischen Kaisermünzen, Schöningh, Paderborn 1925